# 鹿茸血酒
鹿茸血酒（ろくじょうちざけ、簡体字 鹿茸血酒 繁体字 鹿茸血酒 拼音lùróng xuè jiǔ  注音 ㄌㄨˋ ㄖㄨㄥㄒㄩㄝˋ ㄐㄧㄨˇ ）は、高齢者などに服用させる中国伝統の医学中医の精を出すための薬。
鹿の血と酒を混ぜて作る血酒の1種。